# Ectropothecium sericeum
Ectropothecium sericeum är en bladmossart som beskrevs av Potier de la Varde 1955. Ectropothecium sericeum ingår i släktet Ectropothecium och familjen Hypnaceae. Inga underarter finns listade i Catalogue of Life.